# Modelo de cor
Um modelo de cor é um modelo matemático abstrato que descreve a maneira como cores pode ser representadas como énuplos de números, tipicamente como três ou quatro valores ou componentes de cor. Quando este modelo é associado a uma descrição precisa de como os componentes devem ser interpretados (condições de visualização, etc.), o conjunto resultante de cores é chamado de "espaço de cores". Tal secção descreve maneiras pelas quais a perceção visual de cor humana pode ser modelada.

Alguns dos modelos de cores mais usados em informática são:
- RGB: é um modelo de cores aditivas, que usa as cores vermelho, verde e azul como cores primárias para formar outras cores pela combinação de diferentes intensidades de luz. É usado em dispositivos que emitem luz, como monitores, televisores, scanners e câmeras digitais.

- CMYK: é um modelo de cores subtrativas, que usa as cores ciano, magenta, amarelo e preto como cores primárias para formar outras cores pela mistura de pigmentos que absorvem parte da luz. É usado em dispositivos que imprimem ou reproduzem cores em superfícies, como impressoras, fotocopiadoras e máquinas fotográficas.

- HSB ou HSV: é um modelo de cores que usa os parâmetros matiz (hue), saturação (saturation) e brilho (brightness) ou valor (value) para descrever as cores. O matiz é o atributo que define a cor pura, a saturação é o grau de pureza ou intensidade da cor, e o brilho ou valor é a quantidade de luz refletida ou emitida pela cor. É usado em programas de edição de imagens e design gráfico, pois facilita a seleção e a manipulação das cores.